# Шишкеево
Шишкеево (мокш. Шишкеев) — село в Рузаевском районе Мордовии, административный центр Шишкеевского сельского поселения.

## География
Расположено на реке Шишкеевка в 23 км от районного центра и железнодорожной станции Рузаевка.

## История
Поселение Шишкеево возникло в 1638 году, как один из опорных пунктов Белгородско-Симбирской засечной черты в период начала колонизации Пензенского Края.
В период существования Пензенского наместничества (1780—1797) был уездным городом; имел свой герб.
С 1798 года Шешкеев утратил статус уездного города.
«Энциклопедический словарь Брокгауза и Ефрона» указывал:
Шешкеев (Шишкеев) — заштатный город Пензенскии губернии, Инсарского уезда, при речках Шешкеевке и Кальме. Основан в 1644 г. под именем пригорода и был укреплен. Здесь были поселены служилые люди, называвшиеся впоследствии ландмилицией. В 1708 г. был приписан к городу Саранску; с 1780 по 1798 гг. был уездным городом, затем опять оставлен за штатом. Упрощенное городовое положение. Жителей 4777. 3 церкви, школа, сукновальни, солодовни, базары и 2 ярмарки Жители занимаются, кроме земледелия, производством коромысел и решет. Остатки валов бывших укреплений еще существуют.
В городе были построены: в 1781 году — Николаевская, 1785 году — Богородицкая, в 1806 году — Святотроицкая церкви. Развивались гончарное производство (окрестности Шишкеево богаты залежами керамической глины), плотничное, портняжное, сапожное ремёсла.
До 6 июня 1925 года — город Шишкеев (Шешкеев). До 1928 года входил в Пензенскую губернию.
В 1930 году здесь был организован колхоз «Искра», с 1959 года — совхоз «Шишкеевский», с 1992 — ТОО «Шишкеевское», с 1999 — СХПК «Шишкеевский». В Шишкеево располагается биостанция МГПИ имени М. Е. Евсевьева.

## Население
| 1897 | 2002 | 2010 |
| ---- | ---- | ---- |
| 3810 | ↘752 | ↘749 |

## Известные уроженцы, жители
Шишкеево — родина учёных В. М. Перевощикова и Д. М. Перевощикова, гидрографа Д. А. Алашеева, советско-партийного руководителя Я. П. Рябова.

## Инфраструктура
Личное подсобное хозяйство с зоной сельскохозяйственного использования, индивидуальная застройка усадебного типа.
В современном селе находятся, лесничество; средняя школа, библиотека, Дом культуры, пекарня, магазин, гончарная мастерская; 

## Достопримечательности
Памятник-обелиск воинам, погибшим в годы Великой Отечественной войны; Иоанно-Богословская церковь.

## Транспорт
Автобусное сообщение с райцентром. Остановка общественного транспорта «Шишкеево». 